# Éxitos de Gloria Estefan
Éxitos de Gloria Estefan es el primer álbum de grandes éxitos de Gloria Estefan. El álbum ha vendido más de dos millones de copias. (2.2 millones). Forma parte de la lista de  los 100 discos que debes tener antes del fin del mundo, publicada en 2012 por Sony Music.

## Información general
Antes de Eyes of Innocence, Miami Sound Machine había grabado 7 discos totalmente en español, así que aquí se reunieron los mejores canciones en español de los álbumes, sin incluir "Conga" y "Dr. Beat", que están en inglés y de las pistas después de Eyes of Innocence. 
También en esta compilación se incluyó la canción "Todo pra Voce", la versión en portugués de la canción "Here We Are", la versión en español de "Oye Mi Canto (Hear My Voice)", que entonces eran canciones nuevas y el tema inédito "Renacer".

## Lista de canciones
1. "Renacer" (Olivia, Giordano, Serrano, Muriano) – 3:21
2. "Conga" (Garcia) – 4:15
3. "No Sera Fácil" (Estefan) – 4:37
4. "Dr. Beat" (Garcia) – 4:21
5. "Regresa a Mi" (Garcia) – 4:36
6. "No Te Olvidare (Anything for You versión español)" (Estefan) – 4:01
7. "Dingui-Li Bangui" (Estefan) – 3:57
8. "No me Vuelvo a Enamorar (Words Get in the Way versión español)" (Estefan) – 3:30
9. "Si Voy a Perderte (Don't Wanna Lose You versión español)" (Estefan) – 4:06
10. "Oye mi Canto (Hear My Voice) (Español)" (Estefan, Casas y Ostwald) – 4:55

### Tema extra
1. "Todo pra Voce ("Here we Are" Portugués)" (Reis) – 4:48

## Posición en las listas
| Lista (1990)                        | Mejor Posición |
| ----------------------------------- | -------------- |
| U.S. Billboard Top Latin Pop Albums | 1              |
| U.S. Billboard Top Latin Albums     | 32             |

- Datos: Q3280562